# Magnetic Island
Magnetic Island er en 52 km² stor ø ud for Townsville, der har cirka 200.000 indbyggere (medio 2019), i Queensland, Australien. Øen har ca. 2100 indbryggere. Øen, der er en feriedestination, fungerer som et forstadsområde til Townsville. 
Den første europæere på øen var James Cook i 1770. Men aboriginer havde længe før været på øen. Under 2. verdenskrig var der en vigtig militærbase på øen.
19°08′00″S 146°50′00″Ø / 19.13333°S 146.83333°Ø